# Ahbach (Ahr)
Der Ahbach ist ein 21 km langer, orographisch rechter Nebenfluss der Ahr in Rheinland-Pfalz und Nordrhein-Westfalen.

## Geographie

### Verlauf
Der Bach entspringt etwa 700 m südöstlich von Betteldorf an der Nordostflanke des Bremelchen (⊙ 608,7 m ü. NHN) auf einer Höhe von 559 m ü. NHN. Zunächst nach Nordosten abfließend, durchläuft der Ahbach nördlich von Dockweiler mehrere Teiche. Weiter in nordöstliche Richtungen ziehend unterquert er die Bundesstraße 410 und erreicht wenig später den südlichen Ortsrand von Dreis. Dort mündet rechtsseitig der Angersbach, im Ort selber dann der Feuerbach, der in der Gewässerstationierung von Rheinland-Pfalz als Ahbach geführt wird. An dessen Mündung wendet sich der Lauf in westnordwestliche Richtungen. Noch vor Verlassen der Ortslage Dreis mündet ebenfalls rechtsseitig der Brückerbach. Am Ortsrand von Dreis unterquert der Ahbach die Bundesstraße 421 und fließt nun bis zur Dreisermühle in westliche Richtungen.
Nun wendet sich der Lauf nach Norden. Nach rund einem Kilometer Flussstrecke passiert der Ahbach Oberehe-Stroheich. Am nördlichen Ortsrand fließt dem Ahbach linksseitig der Sellbach zu; anschließend läuft er in nordnordöstliche Richtungen weiter. Nach weiteren 1,7 km Fließstrecke verstärkt ihn von rechts der Rudersbach, nach weiteren 1,6 km Fließstrecke von derselben Seite der Grünbach. An dessen Mündung wendet sich der Ahbach abrupt nach Nordwesten und nimmt nach 1,3 km Fließweg linksseitig den Schmitzbach auf. 1,2 km unterhalb mündet der Niedereherbach; kurz danach wird Wasser in den rund 500 m langen Mühlgraben der Nohnermühle abgeschlagen, die der Ahbach nach 660 m Fließstrecke erreicht. Unterhalb der Nohnermühle zieht der Fluss drei markante Schleifen.
Nachdem er wieder in nördliche Richtungen fließt, mündet südlich von Üxheim-Ahütte über den Dreimühlen-Wasserfall von links der Mühlenbach. In Ahütte folgen auf derselben Seite der Rohrsbach und nach weiteren 900 m der Kirbach. Der Ahbach schlängelt sich weiter in nördliche Richtungen, passiert die Hammermühle und weiter abwärts die Grenze zu Nordrhein-Westfalen. Kurz nach dem Übertritt in dieses Bundesland laufen ihm linksseitig noch der Kalbsbach und rund 750 m darauf der Klausbach zu, bevor der kleine Fluss selbst auf 331 m ü. NHN von rechts in die Ahr mündet.

### Einzugsgebiet
Das 91,0 km² große Einzugsgebiet des Ahbachs wird über Ahr und Rhein zur Nordsee entwässert.

### Nebenflüsse
Im Folgenden werden die Nebenflüsse des Ahbachs genannt. Die Angaben wurden den jeweiligen Online-Diensten der Länder entnommen.
| Name           | Stat. in km | Lage   | Länge in km | EZG in km² | Mündungshöhe in m ü. NHN | GKZ       |
| -------------- | ----------- | ------ | ----------- | ---------- | ------------------------ | --------- |
| Angersbach     |             | rechts |             |            | 479                      | 27182 124 |
| Feuerbach      |             | rechts |             |            | 475                      | 27182     |
| Brücker Bach   |             | rechts | 2,1         | 3,173      | 472                      | 27182 14  |
| Sellbach       | 15,700      | links  | 1,7         | 1,709      | 445                      | 27182 16  |
| Rudersbach     | 13,650      | rechts | 1,5         | 1,126      | 425                      | 27182 192 |
| Grünbach       | 12,093      | rechts | 6,7         | 8,381      | 411                      | 27182 2   |
| Schmitzbach    | 10,760      | links  | 2,5         | 2,320      | 397                      | 27182 32  |
| Niedereherbach | 9,563       | links  | 6,9         | 32,533     | 386                      | 27182 4   |
| Mühlenbach     | 6,434       | links  | 1,9         | 2,442      | 362                      | 27182 52  |
| Rohrsbach      | 5,512       | links  | 2,9         | 2,562      | 355                      | 27182 592 |
| Kirbach        | 4,599       | links  | 4,7         | 4,623      | 349                      | 27182 6   |
| N.             | 2,238       | links  | 0,7         |            | 342                      | 27182 914 |
| Kalbsbach      | 1,720       | links  | 1,1         |            | 331                      | 27182 92  |
| Klausbach      | 1,019       | links  | 3,1         | 4,781      | 329                      | 27182 992 |

## Natur und Umwelt

### Struktur und Güte
Der Ahbach zählt zu den grobmaterialreichen, silikatischen Mittelgebirgsbächen. Seine Gewässerstruktur ist nach amtlichen Angaben am Oberlauf bis Oberehe-Stroheich auf weiten Strecken sehr stark bis vollständig verändert, unterhalb von Oberehe-Stroheich dann überwiegend nurmehr deutlich verändert, wobei manche Abschnitte auch vorteilhafter als nur mäßig verändert bzw. umgekehrt als stark oder sehr stark verändert gelten.
Die Gewässergüte sei am Oberlauf bis Oberehe-Stroheich mäßig belastet. Durch Zuflüsse bessere sich die Qualität und wird unterhalb von Oberehe-Stroheich als nurmehr gering belastet beschrieben. Die Einstufung verschlechtert sich mit dem Zufluss des Schmitzbachs wieder auf mäßig belastet, während sie unterhalb der Nohnermühle wieder als gering belastet klassifiziert ist.

### Naturschutzgebiet
Auf seinem kurzen Weg durch Nordrhein-Westfalen durchfließt der Ahbach das Naturschutzgebiet Michelsbach, Ahbach und Aulbach mit Nebenbächen.